# Socket AM2
Socket AM2 (původně socket M2) je procesorová patice navržená pro desktopové procesory od společnosti AMD všech cenových segmentů. Vydána byla 23. května 2006 jako náhrada socketu 939 a socketu 754. Ačkoliv má 940 pinů, není kompatibilní se socketem 940, poněvadž ten nepodporuje dvojkanálové paměti typu DDR2.
Socket AM2 podporuje operační paměti typu DDR2, které jsou schopny během jednoho hodinového cyklu přenést více dat, přičemž spotřebovávají méně elektrické energie než paměti typu DDR.
Socket AM2 podporuje procesory Sempron 64, Athlon 64 jedno i dvoujádrové, Athlon FX a Opteron. Procesory pro socket AM2 podporují SSE3 instrukce a jsou vyráběny 90 nebo 65 nm technologií.
Používá HyperTransport 2.0 s frekvencí až 1 GHz.
Socket AM2 byl nahrazen socketem AM2+, který se liší hlavně podporou HyperTransport 3.0. Procesory do socketu AM2+ jsou zpětně kompatibilní s AM2, ale v tom případě poběží pouze s HyperTransportem ve verzi 2.0.
V 1Q roku 2009 byl nahrazen socketem AM3, který umožňuje osadit DDR3.